# مسجد الشيخ محمد (باسكال)
مسجد الشيخ محمد (بالأذرية: Şeyx Məhəmməd məscidi، بالإنجليزية: Sheikh Muhammad Mosque، بالروسية: Мечеть Шейх Мухаммед): هو مسجد تاريخي ومعلم معماري يرجع إلى القرن السادس عشر. يقع في محمية باسكال التاريخية الثقافية الحكومية في أذربيجان.

## عن
تم بناء مسجد الشيخ محمد في 1531 بأمر من بير محمد، ابن الصوفي درويش علي. يقع المسجد في حي كالاكوتش في باسكال. كانت توجد مدرسة في ساحة المسجد.
بعد احتلال الجيش الأحمر لأذربيجان، بدأت الحملة الرسمية ضد الدين في 1928. في ديسمبر من ذلك العام، قامت اللجنة المركزية للحزب الشيوعي الأذربيجاني بتحويل العديد من المساجد والكنائس والمعابد اليهودية إلى أندية لأغراض تعليمية. إذا كان هناك 3000 مسجد في أذربيجان في 1917، انخفض هذا العدد إلى 1700 في 1927، و1369 مسجد في 1928، و17 مسجد في 1933. كان مسجد الشيخ محمد مغلقا خلال هذه الفترة. تم تدمير نحو عشرين نقشًا حجريًا في ساحة المسجد، وتم تفكيك المئذنتين التوأم. تم إعادة استخدام مبنى المسجد كنادي. في 1975، تعرض المبنى للدمار بالكامل بسبب حريق ناجم عن ماس كهربائي في الشبكة الكهربائية. في ثمانينيات القرن العشرين، قام السكان المحليون بأعمال ترميم للمسجد. أثناء هذا العمل، اكتشفوا نقشًا بجانب المسجد عن بير تشينار (Pir Çinar). والذي تم وضعه في 1568 من قبل الشيخ صفائي. في 1989، تم إنشاء محمية "باسكال" التاريخية الثقافية الحكومية في المنطقة التي تضم المسجد.